# Чжан Яли
Чжан Яли (кит. упр. 張亞黎; род. 24 февраля 1964, неизвестно) — китайская гребчиха, выступавшая за сборную Китая по академической гребле во второй половине 1980-х годов. Бронзовая призёрка летних Олимпийских игр в Сеуле, участница многих регат национального и международного значения.

## Биография
Чжан Яли родилась 24 февраля 1964 года.
Дебютировала на взрослом международном уровне в сезоне 1985 года, когда вошла в основной состав китайской национальной сборной и побывала на чемпионате мира в Хазевинкеле, где в зачёте парных четвёрок сумела квалифицироваться лишь в утешительный финал B и расположилась в итоговом протоколе соревнований на десятой строке.
В 1986 году на мировом первенстве в Ноттингеме показала в парных четвёрках девятый результат.
На чемпионате мира 1987 года в Копенгагене стала в той же дисциплине восьмой.
Благодаря череде удачных выступлений удостоилась права защищать честь страны на летних Олимпийских играх 1988 года в Сеуле. В составе экипажа-восьмёрки, куда также вошли гребчихи Ян Сяо, Чжоу Сюхуа, Хэ Яньвэнь, Хань Яцинь, Чжоу Шоуин, Ху Ядун, Чжан Сянхуа и рулевая Ли Жунхуа, в решающем финальном заезде пришла к финишу третьей позади экипажей из ГДР и Румынии — тем самым завоевала бронзовую олимпийскую медаль.
После сеульской Олимпиады Чжан Яли больше не показывала сколько-нибудь значимых результатов в академической гребле на международной арене.